# Steve Sims
Steve Sims (Lincoln, 2 luglio 1957) è un ex calciatore inglese, di ruolo difensore.

## Caratteristiche tecniche
Era un difensore centrale.

## Carriera

### Club
Dopo aver giocato nel settore giovanile del Leicester City esordisce nella prima squadra delle Foxes (e contestualmente anche tra i professionisti) nella stagione 1975-1976 quando, all'età di 18 anni, gioca 10 partite nella prima divisione inglese; l'anno seguente diventa poi titolare, segnando un gol in 32 partite giocate, mentre nella stagione 1977-1978, conclusasi con una retrocessione in seconda divisione, va a segno per 2 volte in 29 partite di campionato giocate. Nel gennaio del 1979, dopo ulteriori 8 presenze in seconda divisione con la maglia del Leicester City, passa per 175000 sterline (all'epoca la cifra più alta mai pagata da un club di terza divisione per un giocatore) al Watford, con cui conclude la stagione conquistando una promozione dalla terza alla seconda divisione e raggiungendo la semifinale di Coppa di Lega. Dal 1979 al 1982 gioca poi stabilmente da titolare in seconda divisione con gli Hornets, con cui conquista la prima promozione in prima divisione nella storia del club, a cui nella stagione 1982-1983, nel primo anno di sempre in questa categoria, viene conquistato un secondo posto in classifica, al quale Sims contribuisce giocando 28 partite, pur avendo perso per un infortunio la prima parte della stagione. Successivamente nella stagione 1983-1984 gioca 5 partite in Coppa UEFA ed ulteriori 22 partite in prima divisione con il Watford, saltando per via di una frattura ad una gamba la seconda metà della stagione, per poi a fine anno venire ceduto in seconda divisione al Notts County, club con cui poi gioca anche l'intera stagione 1985-1986, in terza divisione. Nell'estate del 1986 fa ritorno al Watford, con cui nella stagione 1986-1987 segna un gol in 19 presenze in prima divisione, saltando ancora una volta per un infortunio (questa volta ad un braccio) buona parte della stagione; dopo una sola stagione passa quindi all'Aston Villa, con cui nella stagione 1987-1988 gioca 29 partite in seconda divisione e conquista una promozione in prima divisione, categoria nella quale successivamente gioca 12 partite durante la stagione 1988-1989. Si ritira poi nel 1992 dopo aver giocato anche con Burton Albion e Lincoln City (club della sua città natale).
In carriera ha totalizzato complessivamente 376 presenze e 13 reti nei campionati della Football League.

### Nazionale
Tra il 1976 ed il 1978 ha totalizzato complessivamente 10 presenze e 2 reti con la maglia della nazionale inglese Under-21.

## Palmarès

### Club

#### Competizioni regionali
- Lincolnshire Senior Cup: 1

Lincoln City: 1990-1991